# Оносака, Масая
Масая Оносака (яп. 小野坂昌也 Оносака Масая, 13 октября, 1964, префектура Осака) — японский сэйю. Ведёт такие популярные передачи, как «Ацумарэ Масакано Хэнсюбу» и «A&G GAME MASTER GT-R» и своей прямотой, обрел множество фанатов.
Дебютировал в аниме Maps 1987 году. Работает на агентство талантов Aoni Production. Входил в состав музыкальной группы сэйю Cap to Bin (англ. キャップと瓶). В 2010 году на церемонии «Seiyu Awards» получил награду за личный вклад.

## Роли в аниме
1990 год
- Девятнадцать (Кадзуси Кубота);
- Circuit no Ohkami II: Modena no Tsurugi (Кэн Феррари);

1992 год
- Красавица-воин Сейлор Мун [ТВ] (Джедайт);
- Кенди-Кенди (фильм третий) (Стэн);
- Tsuyoshi Shikkari Shinasai (Цуёси Икава);

1993 год
- Штурмовой отряд Гром (Капитан 3-го ранга Окиуми);
- Kamen Rider SD Kaiki?! Kumo Otoko (Скайрайдер);
- Слэм-данк [ТВ] (Хикойти Айда / Ясухару Ясуда);

1994 год
- Слэм-данк (фильм второй) (Хикойти Айда);
- Kagaku Ninja-Tai Gatchaman (1994) (G-1 — Кэн Васио (Орёл));

1995 год
- Twin Signal (А-скэ);

1996 год
- Клуб любителей магии OVA (Такэо Такакура);

1997 год
- Покемон [ТВ] (Масаки (Билл));
- Agent Aika (Митикуса);
- One Piece. Большой куш (Спандам, Нугир Яйну);

1998 год
- Триган [ТВ] (Вэш Ураган);
- Сакура — собирательница карт [ТВ] (Большой Керберос);
- Розовые сестры (Кэйсукэ Утикава);

1999 год
- Kamikaze Kaitou Jeanne (Кайсэй);
- Магазинчик ужасов (Леон Оркот);
- Клуб любителей магии [ТВ] (Такэо Такакура);
- Коумэ идет! (Накатани);
- Волшебный театр Омиси: Риски и Сэйфти (Отец Моэ);

2000 год
- Сакура — собирательница карт (фильм второй) (Большой Керберос);
- Первый шаг [ТВ-1] (Такэси Сэндо);

2001 год
- Арена Ангелов (Итиро Михара);
- Похититель Душ (Сиро Мибу);
- Шаман Кинг (Рё);
- Актриса тысячелетия (Кёдзи Ида);
- Принц тенниса [ТВ] (Такэси Момосиро);

2002 год
- Волшебница-медсестра Комуги-тян OVA (Сиро Мибу);
- Spiral: Suiri no Kizuna (Такаси Сонобэ);

2003 год
- Волчий дождь [ТВ] (Ик);
- Первый шаг: Путь чемпиона (Такэси Сэндо);
- Волшебница-медсестра Комуги-тян (спэшл) (Сиро Мибу);
- Бобобо-бо Бо-бобо (Дон Патч);
- .хак//ПОДАРОК (Пирос);

2004 год
- Рыцари Зодиака (фильм пятый) (Гидра Ити);
- Ангелы Смерти [ТВ] (Адзума Ирики);
- Волшебница-медсестра Комуги-тян Зет (Сиро Мибу);
- Блич [ТВ] (Хирако Синдзи);

2005 год
- Принц тенниса — Фильм (Такэси Момосиро);
- Принц тенниса: Дар Атобэ (Такэси Момосиро);
- Небеса МАР (Нанаси);
- Акварион [ТВ] (Пьер Виера);
- Огнём и мечом (Кайдзи (эп. 10));
- Приключения короля Бита (второй сезон) (Няндзяма);

2006 год
- Крылья спасения (Дайго Нихоммацу);
- Аякаси: Классика японских ужасов (Кикимару);
- Принц тенниса OVA-1 (Такэси Момосиро);
- Нана [ТВ] (Мацуда);
- Сумеречный разум: Рождение (Ёсики Футами);

2007 год
- Детектив Конан OVA-7 (Осаму Ёда);
- Гуррен-Лаганн [ТВ] (Лирон);
- Koutetsu Sangokushi (Масунори Тёхи);
- Трогательный комплекс (Харука Фукагава);
- Акварион OVA (Пьер Виера);
- Сказания Симфонии OVA-1 (Зелос Вайлдер);
- Принц тенниса OVA-2 (Такэси Момосиро);
- Моэтан (Ахиру-но-А-кун);
- Шумиха! (Айзек Диан);

2008 год
- Рыцари Зодиака OVA-3 (Гидра Ити);
- Анжелика [ТВ-3] (Джей Ди);
- Анжелика [ТВ-4] (Джей Ди);
- Принц тенниса OVA-3 (Такэси Момосиро);

2009 год
- Хеталия и страны Оси ONA (Франция);
- Принц тенниса OVA-4 (Такэси Момосиро);
- Сказания Симфонии OVA-2 (Зелос Вайлдер);

2010 год
- Загадки Магической Академии OVA-2 (Тайга);

2011 год
- Явись, Азазель ТВ-1 (демон Азазель)

2013 год
- Явись, Азазель ТВ-2 (демон Азазель)

2015 год
- Невероятные приключения ДжоДжо: Stardust Crusaders (Алесси);

2020 год
- Bungo and Alchemist — Сакуносукэ Ода